# Castellà (cognom)
Aquest cognom, escrit com Castella o Castellà, es un mateix, la forma correcta d'escriptura és Castellà. Prové del gentilici castellà, "natiu de Castella", històrica regió espanyola, el nombre deriva de el llatí -castrum-, "castell, fortalesa" Senyals que prové del substantiu Castellà "natural de Castella". Armes.- Uns Castellà van portar, segons Rigalt: d'atzur, un castell d'argent; bordura componada de plata i blau.
Ramon de Castellà, Senyor de la torre de Castellà, es posà al Servei del Rei Jaume I d'Aragó i va passar amb ell a la conquesta de el regne de València. Són pròpies del cognom Castellà les Següents armes: en camp de gules, un castell d'or aclarit d'azur.